# Balé-Loko
Balé-Loko est une des treize communes de la préfecture de Lobaye. Elle est traversée par la rivière Lobaye, et limitée au sud par la frontière avec la République du Congo. Le principal village de la commune est Loko.

## Villages
La commune rurale de Balé-Loko compte une trentaine villages, dont 4 groupements de villages: Bac Loko, Békakombo, Berna-Beng, Bokopi, Bomolé, Bossindo, Carrière-Ibola, Débarcadaire, Ibengué, Kaka, Kokombé, Kpéténé, Loko, Lokombé, Lotémo, Ligouza, Mbangoma, Mété, Mongoussa, Paris Congo, Petit Loko, Pont Scad, Safa, Sakombo, Scad, Wanza, Wélé-Wélé, Zoméa.

## Société
La paroisse catholique du Sacré Cœur de la Safa est établie depuis novembre 1960, elle dépend du diocèse de Mbaïki.

## Économie
La commune de Balé-Loko, située en zone de forêt équatoriale, est riche d’importantes ressources en bois précieux. Après plusieurs décennies d’exploitation intensive de la forêt, une méthode plus sélective dans le cadre d'un plan d’aménagement est en cours depuis 2004. 
Plusieurs villages sont établis à proximité des entreprises de l'exploitation forestière,  Scad : Société Centre Africaine de Déroulage, (SCAD), Safa : Société Africaine Forestière et Agricole (SAFA).
La Safa est une importante concession forestière (20 000 ha) et agricole (5 000 ha) en caféiers et hévéas, située en bordure de la Lobaye. Elle appartient à la Société des Terres Rouges.